# Марчелизе (Верона)
Марчелизе је насеље у Италији у округу Верона, региону Венето.
Према процени из 2011. у насељу је живело 730 становника. Насеље се налази на надморској висини од 107 м.